# مهدی نیکویی
مهدی نیکویی (زادهٔ ۱۳۷۵ در بیمور کامفیروز – درگذشتهٔ ۲۵ آبان ۱۳۹۸ در شیراز) یکی از کشته‌شدگان اعتراضات آبان ۱۳۹۸ ایران بود.

## زندگی
مهدی نیکویی علی‌آبادی در سال ۱۳۷۵ در روستای بیمور، بخش کامفیروز از توابع شهرستان مرودشت استان فارس متولد شد. او دانشجوی رشتهٔ حقوق دانشگاه آزاد شیراز بود.

## کشته شدن
مهدی نیکویی روز ۲۵ آبان ۱۳۹۸ به همراه گروهی دیگر از مردم در جمع معترضان نزدیک کلانتری گلدشت در خیابان معالی‌آباد شیراز در حال شعار دادن بود که هدف گلولهٔ مستقیم مأموران کلانتری قرار گرفت.
او توسط مردم به بیمارستان کوثر شیراز منتقل شد. پس از ساعاتی فردی با شماره‌ای ناشناس با تلفن همراه عموی وی تماس گرفته و او را از کشته شدن برادرزاده‌اش مطلع کرد. گلوله از پشت به مهدی نیکویی اصابت کرده و از قفسهٔ سینه خارج شده بود. همین امر موجب ایجاد صدمات جدی به ارگان‌های حیاتی و در نهایت جان‌باختن وی شد.
گلوله خوردن او و جان‌باختنش به عنوان اولین کشتهٔ معالی‌آباد شیراز، موجب خشم مردم و خشونت بیشتر از سوی مأموران شد.
پیکر مهدی نیکویی روز ۳۰ آبان ۱۳۹۸ از شیراز به زادگاهش منتقل شد و روز جمعه ۱ آذر ۱۳۹۸، در فضایی امنیتی و با حضور نیروهای لباس‌شخصی، در قبرستان روستای بیمور کامفیروز، به خاک سپرده شد.

## حواشی
- ویدئویی از دقایق یا ساعاتی پیش از گلوله خوردن مهدی نکویی منتشرشد که نشان می‌دهد او و جمعی دیگر از معترضان کنار آتشی ایستاده‌اند و درحالی‌که دست می‌زنند شعار می‌دهند: «شیرازی بسه دیگه غیرتت‌رو نشون بده» و پس از آن شعار «نه غزه، نه لبنان، جانم فدای ایران»[۶][۱۰]
- یکی از مهم‌ترین ویدیوهای اعتراضی مربوط به شیراز و منطقه معالی‌آباد، که به سرعت در فضای مجازی منتشر شد، ویدیویی ۲۰ ثانیه‌ای مربوط به تیر خوردن مهدی نیکویی است. در این ویدئو صدای یکی از معترضان شنیده می‌شود که می‌گوید: «شیراز، شلیک نیروی انتظامی به مردم. کلانتری معالی‌آباد داره شلیک می‌کنه به مردم. کلانتری معالی‌آباد مردم رو زده زیر تیر. مردمُ با تیر زدند، مردمُ با تیر زدند، مردم، با تیر زدند…»[۶][۱۱]
- مأموران امنیتی تا چند روز از تحویل پیکر مهدی نکویی به خانواده‌اش خودداری می‌کردند.[۱۲]
- اطلاعات سپاه در زمان تحویل پیکر، تعهدی مبنی بر عدم انجام مصاحبه از خانوادهٔ مهدی نیکویی گرفتند.[۷]
- حدود ۵۰ نیروی لباس‌شخصی در مراسم خاکسپاری مهدی نیکویی حضور داشتند و از هرگونه عکس‌بردای و فیلم‌بردای توسط خانواده ممانعت به عمل آوردند. مداح مراسم نیز از سوی اطلاعات سپاه فرستاده شده بود.[۷]
- روز ۲۱ آذر ۱۳۹۸، پدر مهدی نیکویی، به کلانتری معالی‌آباد شیراز احضار و مورد بازجویی قرار گرفت. به او وعده داده شد که پس از بررسی پرونده و در صورت «اغتشاشگر» نبودن فرزندش به آن‌ها دیه تعلق خواهد گرفت. پدر مهدی نیکویی با رد این درخواست، تنها شناسایی قاتل فرزندش را درخواست کرد.[۷][۸]
- مراسم چهلم مهدی نیکویی، روز پنج‌شنبه ۵ دی ۱۳۹۸، بر آرامگاه او در روستای بیمور استان فارس برگزار شد.[۱۳][۱۴][۱۵]
- شرایط روحی مادر مهدی نیکویی بنا به گفته یکی از بستگان خانواده نامساعد است، وی از زمان کشته شدن پسرش چندین بار اقدام به خودکشی کرده‌است. با این وجود پس از مصاحبه یکی از نزدیکان خانواده با رسانه‌ها، نیروهای امنیتی به منزل آن‌ها مراجعه کرده و مجدداً خانوادهٔ نیکویی را تهدید کردند.[۷][۸]